# Liste des programmes de traitement des nuages de points
Aperçu des programmes pour le traitement des nuages de points 3D des relevés photogrammétriques ou des relevés à l'aide des scanners laser.

## Programmes pour la création photogrammétrique des nuages de points
Les programmes créent des nuages de points depuis des photographies appropriées afin de les transformer en modèles 3D, p.ex. à l'aide d'un maillage.
| Nom du produit    | Fabricant      | Photogrammétrie | Importation des données de scanning | Format d'importation | Traitement | Format d'exportation                       | Systèmes d'exploitation |
| ----------------- | -------------- | --------------- | ----------------------------------- | -------------------- | ---------- | ------------------------------------------ | ----------------------- |
| VisionLidar       | Geo-Plus       | oui             | non                                 | photo                | maillage   | données de points, MNT, formats de CAO     | Windows                 |
| 123D Catch        | Autodesk       | oui             | non                                 | photo                | maillage   | Autodesk Cloud                             | Android, Mac, Windows   |
| Agisoft Photoscan | Agisoft        | oui             | non                                 | photo                | maillage   | données de points, MNE/MNT                 | Windows                 |
| APS               | Menci Software | oui             | oui                                 | photo                | maillage   | données de points, MNS/MNT, formats de CAO | Windows                 |
| Pix4Dmapper       | Pix4D          | oui             | non                                 | photo                | maillage   | données de points, MNT, formats de CAO     | Windows                 |

## Programmes pour l'importation des données de scanning comme nuages de points
Les programmes peuvent importer des données des scanners laser ou des nuages de points afin de les préparer pour la modélisation 3D.
| Nom du produit | Fabricant         | Photogrammétrie | Importation des données de scanning | Format d'importation          | Traitement                    | Format d'exportation                                     | Systèmes d'exploitation   |
| -------------- | ----------------- | --------------- | ----------------------------------- | ----------------------------- | ----------------------------- | -------------------------------------------------------- | ------------------------- |
| FARO Scene     | FARO Technologies | non             | seulement FARO                      | scanner FARO                  | maillage                      | données de points, formats de CAO                        | Windows                   |
| Leica CYCLONE  | Leica Geosystems  | non             | seulement Leica                     | scanner Leica                 | maillage                      | données de points, formats de CAO                        | Windows                   |
| PointSense     | kubit / Faro      | non             | Faro et al.                         | différents scanners, XYZ, E57 | maillage                      | AutoCAD                                                  | AutoCAD plug-in (Windows) |
| PointCab       | PointCab          | non             | indépendant du fabricant            | différents scanners, XYZ, E57 | plans, profils, maillage      | données de points, formats de CAO                        | Windows                   |
| ReCap          | Autodesk          | non             | indépendant du fabricant            | XYZ, E57                      | maillage                      | AutoCAD                                                  | AutoCAD plug-in (Windows) |
| Scalypso       | IB Dr. Koenig     | no              | indépendant du fabricant            | différents scanners, XYZ, E57 | meshing, 3D geometric objects | données de points, Allplan, AutoCAD, HiCAD, Microstation | Windows                   |